# لینگوئر
لینگوئر (به لاتین: Linguère) یک منطقهٔ مسکونی در سنگال است که در Linguère واقع شده‌است. لینگوئر ۱۳٬۶۱۰ نفر جمعیت دارد.

## خواهرخوانده
شهر Pont-Sainte-Maxence خواهرخواندهٔ لینگوئر هست.